# Otto Barić
Otto Barić (Eisenkappel-Vellach, 19 de março de 1933 – Zagreb, 13 de dezembro de 2020) foi um futebolista e treinador de futebol croata nascido na Áustria.
Como jogador, sua carreira não teve destaque, tendo atuado entre 1952 e 1963 por Metalac e Lokomotiva Zagreb, onde iniciaria uma trajetória de 43 anos como técnico. Em clubes, Barić teve destaque em seu país natal, onde comandou Wacker Innsbruck, LASK Linz, Sturm Graz, Rapid Viena (conquistou 9 títulos nas 2 passagens pela equipe), Vorwärts Steyr e Casino Salzburg, onde venceu dois Campeonatos Austríacos e duas Supertaças, além do vice-campeonato da Copa da UEFA em 1993–94. Passou ainda pelo futebol da então Alemanha Ocidental (treinou Opel Rüsselsheim, Germania Wiesbaden, Stuttgart), Croácia (além do Lokomotiva Zagreb, comandou ainda Dínamo Vinkovci - ainda pela Iugoslávia - , NK Zagreb e Croácia Zagreb) e Turquia (Fenerbahçe).
Passou pela equipe amadora da Iugoslávia, entre 1974 e 1979, e também pelas seleções de Croácia (onde exerceu ainda o cargo de auxiliar-técnico e comandou o time na Eurocopa de 2004), Áustria e Albânia, onde encerrou a carreira em 2007.

## Morte
Barić morreu em 13 de dezembro de 2020 no Hospital Clínico Dubrava em Zagreb devido à COVID-19, aos 87 anos.